# جاك لي (موسيقي أمريكي)
جاك لي (بالإنجليزية: Jack Lee)‏ هو موسيقي أمريكي، ولد في 25 مارس 1952.

## وصلات خارجية
- جاك لي على موقع ميوزك برينز (الإنجليزية)
- جاك لي على موقع أول ميوزيك (الإنجليزية)
- جاك لي على موقع ديسكوغز (الإنجليزية)